# Féminin sacré
La notion de féminin sacré renvoie à une croyance ésotérique selon laquelle les femmes posséderaient un pouvoir surnaturel particulier, activable grâce à une initiation occulte. Cette hypothèse est parfois reprise et valorisée par des mouvements féministes, notamment dans certaines tendances mystiques de l'écoféminisme.
Cette croyance donne parfois lieu à des enseignements ésotériques voire un culte de nature plus ou moins religieuse.
C'est aujourd'hui une notion qui est aussi utilisée par divers pseudo-thérapeutes du développement personnel ainsi que certaines mouvances sectaires pour embrigader des femmes en perte de repères sous prétexte de féminisme et d'émancipation spirituelle.

## Définitions
La sociologue Constance Rimlinger décrit cette mouvance par ces mots : 

« À l’intersection de la spiritualité et du développement personnel, le Féminin sacré s’inscrit dans une quête de sens et de « mieux-vivre » caractéristique de la « nébuleuse psycho-philo-spirituelle » (Garnoussi, 2007). [...] S’inscrivant dans une quête de sens et de réenchantement du monde, cette démarche présente des caractéristiques des spiritualités alternatives inscrites dans le sillon du Nouvel Âge (New Age) et dans la « nébuleuse mystique-ésotérique » : la primauté accordée à l’expérience, l’appel à cultiver son intériorité, à habiter son corps, l’optimisme quant aux possibilités pour l’humanité de « s’éveiller », d’entrer dans une période d’harmonie, ainsi que l’accent mis sur la transformation intérieure et sur la notion de guérison, avec un « débordement […] à la fois du côté du magique et du côté du psychologique ». »

D'après la Mission interministérielle de vigilance et de lutte contre les dérives sectaires : 

« Le féminin sacré est présenté comme un travail « de reconnexion du corps et de l’esprit ». Il est souvent « enseigné » lors de stages à destination des femmes durant lesquels une grande place est accordée au rituel et à l’ésotérisme. Par exemple, les femmes sont incitées « à faire appel au karma et autre énergie quantique ». Des figures mystiques sont également utilisées comme celle de la sorcière, notamment au travers du mouvement WICCA. »

— MIVILUDES, rapport d'activités 2021.

## Sources et développement
Le concept de féminin sacré se revendique souvent de religions anciennes voire préhistoriques, mais ses sources principales sont surtout à trouver dans certaines mouvances néo-païennes américaines très récentes comme la « Wicca » inventée par Gerald Gardner dans les années 1950 (et largement inspirée de la théosophie allemande) ou divers cultes de la Déesse Mère issus du mouvement New Age des années 1970.
L'expression semble ainsi avoir été utilisée pour la première fois dans les années 1970, dans les popularisations New Age de la Shakti hindoue, dont les nombreuses déesses ont attiré les mouvements New Age féministes et lesbiens.
Toutes ces spiritualités se sont développées en Amérique du Nord au début des années 1970, puis ont discrètement essaimé en Europe dans les années 1975-1985 ; après une période de repli, elles sont réapparues au début des années 2020 sous l'impulsion de la mode du développement personnel et des spiritualités alternatives.
On présente aussi le féminin sacré souvent comme issu de l'écoféminisme, mais il ne s'approche que de sa variante spiritualiste, très minoritaire, celle par exemple de la « sorcière » autoproclamée Miriam Simos alias « Starhawk ».
L'une des principales théoriciennes identifiées de cette mouvance est l'américaine Miranda Gray, créatrice de la mouvance des Moon Mothers et thérapeute auto-proclamée, poussant notamment ses adeptes à la réalisation de rituels de bénédictions de l’utérus à l'occasion de stages onéreux. Toutefois, il n'existe pas de gourou central ni de corpus théorique canonique du féminin sacré : « Plusieurs traditions s’entremêlent au sein du Féminin sacré, comme le mouvement de la Déesse (en), la néo-sorcellerie ou les néo-paganismes. Davantage qu’elles ne s’inscrivent dans l’une d’entre elles de manière définie, les adeptes opèrent des « bricolages » individuels en assemblant des croyances et des rituels de différentes traditions ». Un code assez répandu est l'organisation de réunions non-mixtes sous des tentes de couleur rouge, symbolisant un utérus. D'autres pratiques se rapprochent plus du yoga.
En France, une des personnalités les plus médiatiques de cette mouvance est Camille Sfez, ancienne psychologue autoproclamée thérapeute-chamane ; l'écrivaine Josée-Anne Sarazin-Côté a également rencontré un certain succès de librairie avec Le grand livre du féminin sacré : recettes sacrées, oracle et tarot, méditations, cristaux, ou encore Stéphanie Lafranque avec Gardiennes de la lune, ainsi que Lise Bourbeau ou, pour les œuvres étrangères traduites, Clarissa Pinkola Estés et Jamie Sams.

### Buts
Les buts des croyantes du féminin sacré sont multiples : révéler de supposés pouvoirs magiques, se reconnecter à sa féminité « profonde » ou plus trivialement obtenir des postes de pouvoir ou gérer leur entreprise,.

## Polémiques

### Dérives sectaires
Pour certains critiques, sous prétexte d'« empowerment » des femmes, ce mouvement lucratif repose bien souvent sur la vente par correspondance de gris-gris, compléments alimentaires et cosmétiques et autres vidéos en ligne sur accès payant, et surtout de « stages » et de pratiques pseudo-médicale non réglementées comme en témoignent les saisines reçues en France par la Mission interministérielle de vigilance et de lutte contre les dérives sectaires. De nombreux ouvrages ou vidéos en ligne (souvent payantes) sont également proposés aux adeptes, dont l'investissement financier va généralement croissant avec le niveau d'« initiation ». Comme souvent avec les dérives sectaires, ces services ciblent en particulier des femmes en souffrance, par exemple des victimes de violences sexuelles, de maladies gynécologiques ou souffrant d'endométriose, sous prétexte de les aider à reconstruire leur féminité - ou plutôt de « se reconnecter avec leur féminité cosmique ». En fait d'aide psychologique, le discours est souvent culpabilisant : par exemple, si une femme a des règles douloureuses, ce sera qu’elle n’est pas « en accord avec sa nature profonde de femme ». Ainsi, sous couvert d’un apprentissage pour « explorer son féminin sacré », c’est bien souvent la culpabilisation des femmes qui est mise en œuvre, dans le but d'instrumentaliser une situation de souffrance dont l'« initiation » apparaît comme la seule échappatoire pour retrouver un semblant de bien-être. Cet embrigadement va généralement de pair avec un isolement de la victime, par la stigmatisation de son entourage et un discours complotiste.

### Critique féministe
De nombreuses féministes, et notamment des éco-féministes, récusent tout lien avec cette mouvance occultiste et essentialiste, fondée sur l'idée d'un Éternel féminin. Ainsi, l'écrivaine féministe Illana Weizman déclare : « Avec le féminin sacré, on retourne justement dans un monde extrêmement binaire, avec des assignations très claires au niveau du genre, là où le féminisme veut justement s’émanciper de la considération biologique du genre, notamment au niveau de la sexualité, de l’orientation sexuelle, de la parentalité. Le féminisme du féminin sacré est un faux féminisme qui fait le lit du patriarcat, car il est complètement aligné sur ce que ce système attend de nous ». De même, pour la chercheuse féministe et spécialiste en religions Cynthia Eller, « ce n'est pas en fantasmant le passé qu'on donnera un avenir aux femmes ».
Sophie Gourion, consultante en gestion de carrière, analyse ainsi l'essor du féminin sacré dans les formations de reconversion professionnelle : 

« Là où cela peut s’avérer dangereux, c’est que ces formations partent du postulat que, puisque l’on ne peut pas avoir de pouvoir dans la vraie vie, on se réfugie dans l’ésotérisme, en faisant croire que les femmes auraient un pouvoir secret. Or le travail que l’on effectue dans le cadre d’une reconversion professionnelle repose sur des éléments rationnels, ce n’est pas une pensée magique. Au final, ce type de coaching enlève du pouvoir d’agir, et pendant ce temps, les hommes continuent de réseauter ! »

Certains blogs de développement personnel ont d'ailleurs rapidement inventé l'idée symétrique de « masculin sacré », sacralisant de la même manière une caricature viriliste. La Miviludes cite par exemple la société Mankind Project, qui propose des stages pour « restaurer » sa virilité et renouer avec son « masculin sacré »,.